# Rodrigo Cuevas (futbolista)
Rodrigo Eduardo Cuevas González (Temuco, Chile, 18 de septiembre de 1973) es un exfutbolista chileno. Jugaba de portero y militó en diversos clubes de Chile.

## Clubes
| Club                        | País      | Año       |
| --------------------------- | --------- | --------- |
| Santiago Wanderers          | Chile     | 1994-2000 |
| → Santiago Morning (cedido) | Chile     | 1998-1999 |
| Arturo Fernández Vial       | Chile     | 2001      |
| Santiago Morning            | Chile     | 2001-2003 |
| Mitra Kukar                 | Indonesia | 2004      |
| Unión San Felipe            | Chile     | 2005      |

## Palmarés

### Campeonatos nacionales
| Título    | Club               | País  | Año  |
| --------- | ------------------ | ----- | ---- |
| Primera B | Santiago Wanderers | Chile | 1995 |